# Balantiopteryx
Balantiopteryx es un género de murciélagos de la familia Emballonuridae. La especie tipo es: Balantiopteryx plicata Peters, 1867

## Especies
- Balantiopteryx infusca
- Balantiopteryx io
- Balantiopteryx plicata